# Sables du Tricastin
Sables du Tricastin este o arie protejată (sit de importanță comunitară — SCI) din Franța întinsă pe o suprafață de 1.963,8 ha, integral pe uscat.

## Localizare
Centrul sitului Sables du Tricastin este situat la coordonatele 44°24′13″N 4°49′57″E / 44.4037°N 4.83249°E.

## Înființare
Situl Sables du Tricastin a fost declarat arie specială de conservare în baza directivei 92/43 din 1992 referitoare la conservarea habitatelor naturale și a faunei și florei sălbatice pentru a proteja 16 specii de animale.

## Biodiversitate
Situată în ecoregiunea mediteraneană, aria protejată conține 10 habitate naturale: Pajiști calcaroase din nisipuri xerice, Pajiști umede mediteraneene cu ierburi înalte de Molinio-Holoschoenion, Mlaștini calcaroase cu Cladium mariscus și specii de Caricion davallianae, Păduri de Quercus ilex și Quercus rotundifolia, Iazuri temporare mediteraneene, Vegetație psamofilă uscată cu pășuni deschise de Corynephorus și Agrostis, Fânețe de joasă altitudine (Alopecurus pratensis, Sanguisorba officinalis), Râuri mediteraneene cu debit permanent și vegetație de Glaucium flavum, Galerii de Salix alba și de Populus alba, Matorral arborescenți cu Juniperus spp..
La baza desemnării sitului se află mai multe specii protejate:
- mamifere (10): liliac cârn (Barbastella barbastellus), castor (Castor fiber), vidră de râu (Lutra lutra), liliac cu aripi lungi (Miniopterus schreibersii), liliac cu urechi mari (Myotis bechsteinii), liliac cu urechi de șoarece (Myotis blythii), liliac cărămiziu (Myotis emarginatus), liliac comun (Myotis myotis), liliacul mare cu potcoavă (Rhinolophus ferrumequinum), liliacul mic cu potcoavă (Rhinolophus hipposideros)
- nevertebrate (4): Austropotamobius pallipes, croitorul mare al stejarului (Cerambyx cerdo), Coenagrion mercuriale, fluturele auriu (Euphydryas aurinia)
- pești (2): Parachondrostoma toxostoma, clean dungat (Telestes souffia)

Pe lângă speciile protejate, pe teritoriul sitului au mai fost identificate 7 specii de plante, 1 specie de păsări, 1 specie de amfibieni, 5 specii de nevertebrate, 1 specie de reptile.